# Procesja św. Stanisława

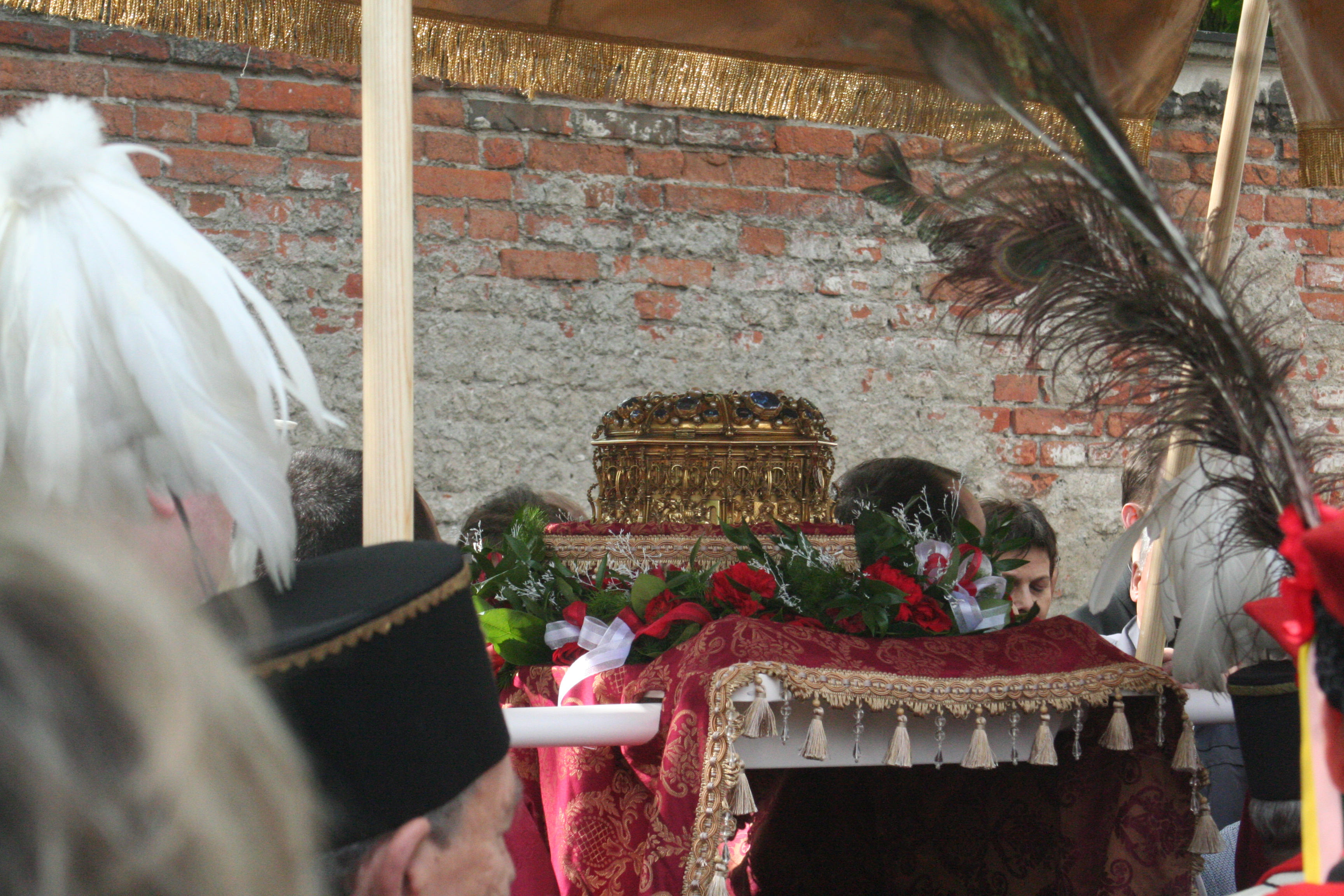
Relikwiarz głowy Świętego Stanisława niesiony podczas procesji

Procesja św. Stanisława – uroczysta procesja ulicami Krakowa odbywająca się co roku w niedzielę przypadającą w oktawie uroczystości św. Stanisława.

## Rys historyczny

### Pierwsze procesje
Po śmierci biskupa Stanisława w 1079 roku bardzo szybko uwidoczniły się pierwsze przejawy kultu męczennika. 27 września 1089 roku szczątki biskupa zostały uroczyście przeniesione w procesji ze Skałki do katedry na Wawelu. Papież Innocenty IV 8 września 1253 w Asyżu ogłosił Stanisława świętym. W tym samym roku, w rocznicę translacji relikwii ze Skałki na Wawel odbyła się pierwsza procesja z Wawelu na Skałkę i znowu na Wawel.

### Procesje oktawy 8 maja

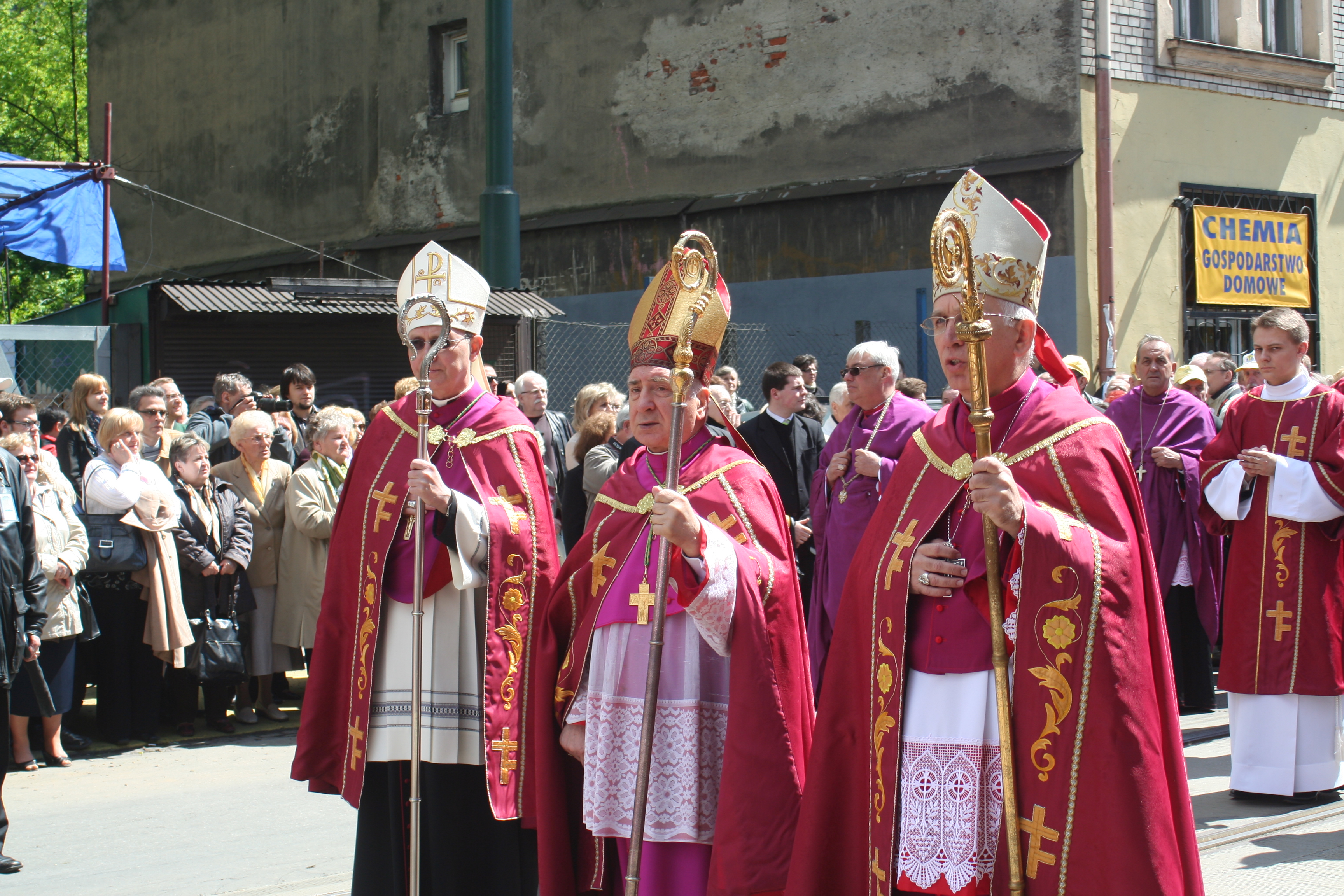
Biskupi prowadzący procesję św. Stanisława w 2011 roku

W wyniku rozwoju kultu św. Stanisława wytworzył się zwyczaj obchodzenia oktawy święta. Przez całą oktawę przychodziły na Skałkę pielgrzymki z głównych kościołów zakonnych na terenie miasta. W kolejne dni oktawy pielgrzymki rozpoczynały się z kościołów należących do zakonów Bernardynów, Kanoników Regularnych, Augustianów, Franciszkanów, Dominikanów, Karmelitów z Piasku. W ostatnim dniu oktawy szła najbardziej uroczysta procesja z Wawelu.

### Procesje przed koronacją królewską
Od 1320 roku koronacje królów polskich odbywały się w katedrze na Wawelu przy ołtarzu, w którym umieszczone były relikwie św. Stanisława. Jako pierwszy koronowany został tu Władysław Łokietek. Ceremoniał koronacji przewidywał, że następca tronu w sobotę przed niedzielną koronacją odbywał pieszą pielgrzymkę pokutną do miejsca śmierci św. Stanisława. „Bolesław Śmiały zabił św. Stanisława biskupa krakowskiego w tym miejscu, królowie polscy dla przebłagania Boga za tę zbrodnię pobożne modlitwy odprawiać tu zwykli” – pisał Andrzej Maksymilian Fredro. Procesja przed koronacją miała za zadanie pokazać wyższość władzy boskiej nad świecką.

### Jubileusz 800-lecia śmierci św. Stanisława

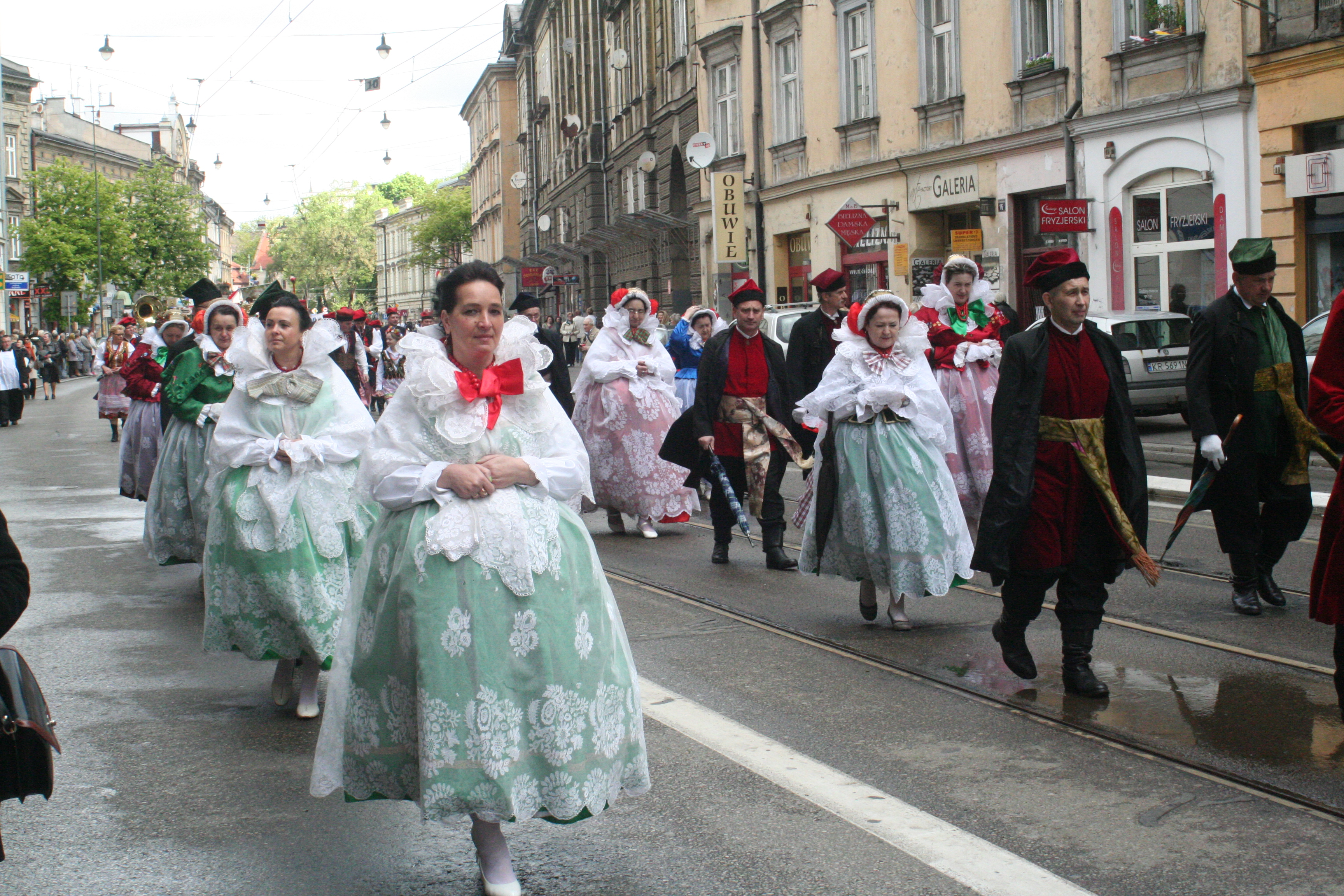
Mieszkańcy małopolski w strojach regionalnych podczas procesji

W 1879 roku miały miejsce obchody jubileuszu śmierci św. Stanisława. W roku jubileuszowym Kapituła Krakowska postanowiła przenieść centralną procesję ku czci męczennika na niedzielę w oktawie jego święta. Zmiana miała na celu umożliwienie uczestnictwa w obchodach większej ilości wiernych.
W dwa lata po roku jubileuszowym kapituła postanowiła na stałe przenieść termin procesji. Zastąpiono także wówczas dotychczasowe procesje z domów zakonnych, pielgrzymkami, poszczególnych dekanatów miasta Krakowa do Katedry na Wawelu podczas Nowenny przed uroczystością. Ta forma została zachowana do dziś.

### Okres okupacji hitlerowskiej
Procesje odbywały się nieprzerwanie każdego roku aż do 1940 roku, kiedy okupacyjne władze niemieckie zabroniły majowej procesji. Pielgrzymki podczas nowenny przed uroczystością zostały wyciszone, a uroczystości oktawy sprawowane były wyłącznie w kościele na Skałce. W tych obchodach brali głównie udział kanonicy i prałaci kapituły metropolitalnej. W latach okupacji obchody oktawy inaugurował bp Stanisław Respond, a w niedzielę w oktawie sumę celebrował metropolita Krakowski Książę Adam Sapieha.

### Okres komunizmu
Od 1946 roku procesje odbywały się tak jak przed wojną. Jednak władze komunistyczne, mimo że oficjalnie jej nie zakazywały starały się utrudnić jej organizację oraz represjonowały jej uczestników.

#### Karol Wojtyła metropolitą krakowskim
Od 1964 roku, gdy Karol Wojtyła został metropolitą krakowskim, uroczystości ku czci św. Stanisława zaczęły cieszyć się coraz większą popularnością wśród wiernych. Biskup krakowski starał się, by uroczystości na Skałce z lokalnego zwyczaju stały się świętem całego kraju. Na uroczystości zapraszano biskupów z Polski i z zagranicy.

#### Obchody rocznicy Chrztu Polski
Szczególnie dużym echem odbiła się procesja 8 maja 1966 roku, podczas której świętowano tysiąclecie Chrztu Polski. W tych obchodach wziął udział cały episkopat z kardynałem Wyszyńskim na czele. Procesję na Skałkę poprowadził wtedy Karol Wojtyła w asyście arcybiskupów poznańskiego Antoniego Baraniaka i wrocławskiego Bolesława Kominka. W procesji oprócz noszonych zazwyczaj relikwii niesiono kopię obrazu Matki Boskiej z Częstochowy. Homilię do licznie przybyłych gości wygłosił prymas Polski, a na zakończenie eucharystii został odczytany telegram od papieża Pawła VI.
Rocznicowe uroczystości pokazały, że coroczna procesja może być olbrzymim świadectwem wiary i okazją do wyrażenia sprzeciwu wobec komunistycznych władz, dlatego od 1969 roku w procesji regularnie brał udział cały episkopat, a kazania poruszające problemy nie tylko religijne, ale i polityczno-społeczne wygłaszał kardynał Wyszyński.

### Pandemia Covid-19 w Polsce
W 2020 roku w związku z pandemią COVID-19 tradycyjna procesja z Wawelu na Skałkę się nie odbyła. Zamiast tego obchody świętowano w katedrze wawelskiej.

## Przebieg procesji

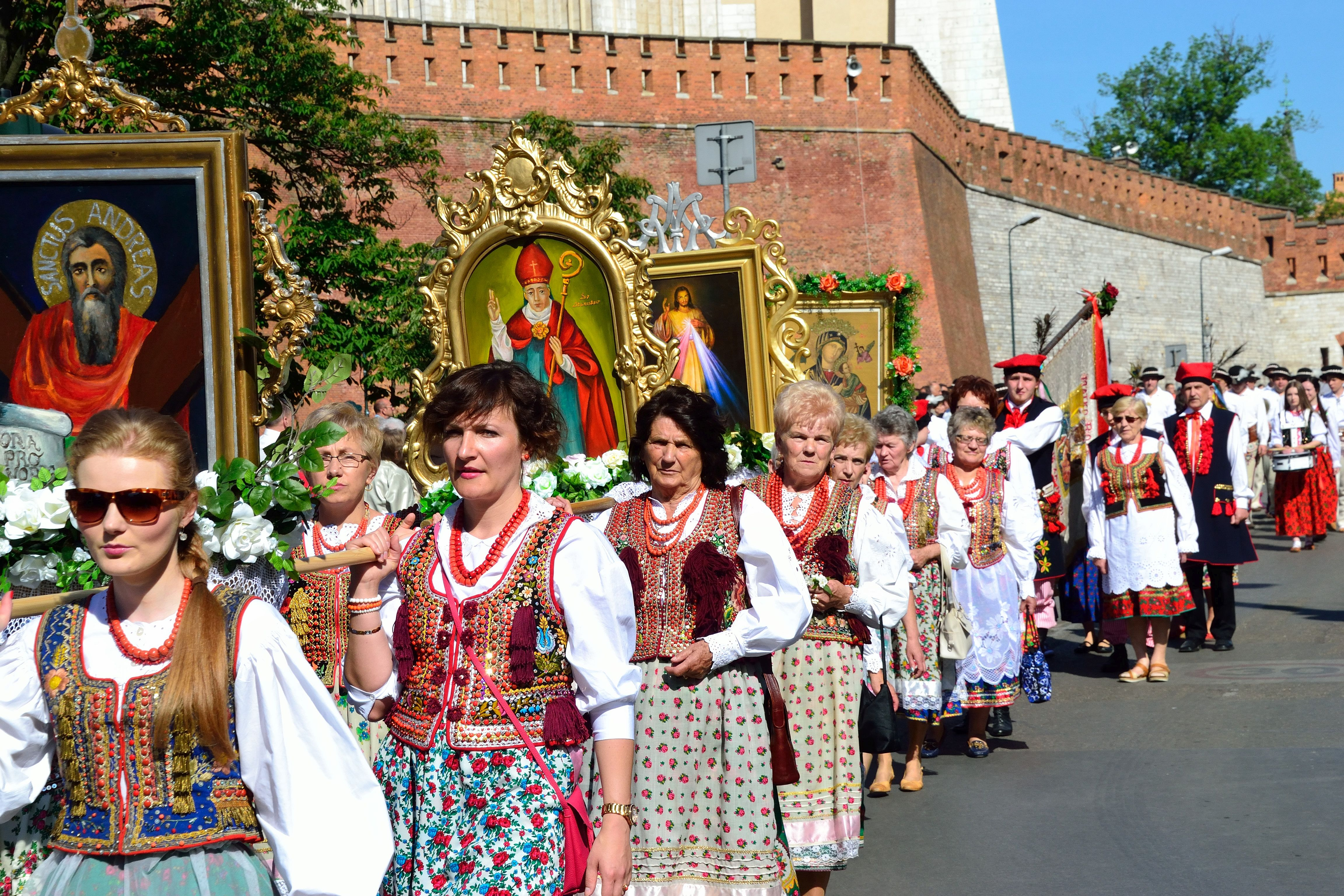
Procesja św. Stanisława, 13 maja 2018 roku

Początkowo procesja zaczynała się mszą odprawianą w katedrze na Wawelu. Po zakończeniu mszy śpiewano hymny, psalmy i pieśni, w czasie których uczestnicy uroczystości pielgrzymowali na Skałkę. Na miejscu po odprawieniu specjalnego nabożeństwa biskup błogosławił wiernych relikwiami św. Stanisława. W drodze powrotnej procesja zatrzymywała się w kościele św. Katarzyny na Kazimierzu i św. Jadwigi Śląskiej na Stradomiu. W każdym z tych kościołów stacyjnych odmawiano przypisane modlitwy i śpiewano pieśni. Procesja kończyła się stosownymi śpiewami i modlitwą, ponownie w katedrze na Wawelu.
W procesji św. Stanisława początkowo były niesione tylko relikwie świętego męczennika. Później zaczęto nosić także relikwie innych świętych związanych z Krakowem. Od 1966 roku na procesje św. Stanisława Gnieźnieńska Kapituła Katedralna przywozi relikwie św. Wojciecha.
Obecnie procesja rozpoczyna się w katedrze wawelskiej odmówieniem modlitw, następnie relikwie zanoszone są na Skałkę. Tam odprawiana jest eucharystia zakończona błogosławieństwem udzielanym relikwiami św. Stanisława. Po mszy wszyscy uczestnicy wracają na Wawel.
W procesji obecnie oprócz relikwii niesione są liczne feretrony i sztandary. Uczestniczy w niej duchowieństwo diecezjalne i zakonne, przedstawicielki żeńskich zgromadzeń zakonnych, przedstawiciele cechów miejskich, bractwa kurkowego oraz władze miasta Krakowa i przedstawiciele władz państwowych.